# Kiyotake Kawaguchi
Kiyotake Kawaguchi (川口 清健 Kawaguchi Kiyotake,  3. december 1892 – 16. maj 1961) var en general i den kejserlige japanske hær under 2. verdenskrig.

## Biografi
Kiyotake var født i Kōchi-præfekturet. Han tog eksamen i 26. årgang fra den japanske officersskole i 1914, og senere eksamen fra officersakademiet i 1922. Han tilbragte en stor del af 1920'erne og 1930'erne med at beklæde forskellige stabsposter i den Nordkinesiske områdearmé og i Japan, inden han blev forfremmet til generalmajor i 1940.
I 1940 blev Kawaguchi udpeget til kommandant for 35. infanteribrigade. Denne enhed var direkte underlagt den sydlige armé og bestod af enheder fra 18. division. Kawaguchis forstærkede brigade gennemførte en række landsætninger i Britisk Borneo i december 1941 og januar 1942 ved Miri, Kuching, Brunei, Jesselton, Beaufort, Labuan Island og Sandakan. Under de senere faser af den japanske besættelse af Filippinerne gik de i land ved Cebu i marts 1942 og Mindanao måneden efter. Som chef for hærstyrkerne på Cebu efter invasionen af Filippinerne i 1942 protesterede Kawaguchi kraftigt mod japanske "hævndrab" på højtstående filippinske embedsmænd og højesteretsdommer – fortrinsvis iscenesat af oberst Masanobu Tsuji. Han hævdede, at "nedskydning af besejrede modstandere med koldt blod var en overtrædelse af sand Bushido." Hans protester skabte ham en fjende i Tsuji, som brugte enhver mulighed for at få Kawaguchi forflyttet til kampområder, som det var usandsynligt, at han ville vende tilbage fra.
Kawaguchi og hans 35. infanteribrigade med støtteenheder blev landsat på Guadalcanal i august og september 1942 som reaktion på de allieredes landgang på øen. I det efterfølgende slag ved Edson's Ridge den 13. september 1942 blev Kawaguchis styrker besejret med store tab og tvunget til at trække sig tilbage fra slagmarken. Kawaguchi blev efterfølgende frataget sin post under de de japanske forberedelser for et nyt angreb i oktober 1942 og blev sendt tilbage til Japan.
Kawaguchi blev sat på reservelisten i 1943. Efter en lang rekonvalescens oven på sygdom fik han kommandoen over forsvaret af Tsushima øen i marts 1945.
Efter krigen blev Kawaguchi arresteret af de amerikanske besættelsesstyrker, stillet for en krigsforbryderdomstol og dømt. Han sad i fængsel i Sugamofængslet fra 1946 til 1953. Kawaguchi døde i Japan i 1961.

## = Eksterne kilder/henvisninger
- Wikimedia Commons har flere filer relateret til Kiyotake Kawaguchi 
=
- Ammenthorp, Steen. "Kawaguchi, Kiyotake". The Generals of World War II.
- Budge, Kent. "Kawaguchi Kiyotake". Pacific War Online Encyclopedia.
- L, Klemen (1999-2000). "Forgotten Campaign: The Dutch East Indies Campaign 1941-1942". Arkiveret fra originalen 27. juni 2012. Hentet 10. februar 2012.
- Hough, Frank O.; Ludwig, Verle E.; Shaw, Henry I., Jr. "Pearl Harbor to Guadalcanal". History of U.S. Marine Corps Operations in World War II. Hentet 2006-05-16.
- Shaw, Henry I. (1992). "First Offensive:  The Marine Campaign For Guadalcanal". Marines in World War II Commemorative Series. Hentet 2006-07-25.
- Zimmerman, John L. (1949). "The Guadalcanal Campaign". Marines in World War II Historical Monograph. Hentet 2006-07-04.